# Jetske Schrijver
Jetske Schrijver (Rotterdam, 1977) is een Nederlands journaliste en sinds april 2014 werkzaam als nieuwslezer van het RTL Nieuws en presentatrice van Editie NL.

## Carrière
Na haar middelbare school studeerde Schrijver Spaans en Europese Studies aan de Universiteit van Amsterdam en een Master Media en Journalistiek aan de Erasmus Universiteit in Rotterdam.
Na haar stage bij de Amsterdamse zender AT5, werd ze daar verslaggever en later combineerde ze dit met de functie van nieuwslezer. Verder presenteerde ze bij deze zender de programma's Scanner, Stadslicht, In de Buurt en De Zwoele Stad. 
In april 2014 volgde Schrijver Daphne Lammers op als nieuwslezer bij Editie NL, het RTL Nieuws op zondag en als invalster voor het RTL Nieuws doordeweeks.